# De Samlede Klichéer
De Samlede Klichéer er et opsamlingsalbum af den danske rockgruppe Kliché, der blev udgivet i 2011. Albummet indeholder Klichés samlede udgivelser: albummene Supertanker og Okay Okay Boys, samt to sange fra punkopsamlingspladen Pære Punk.

## Numre
Tekst og musik af Kliché, undtagen hvor noteret. 
1. "Igen og igen" (3:33)
2. "Havets blå" (3:14)
3. "Hetz" (2:15)
4. "Militskvinder" (Kliché/Mao - overs. af Jan Bredsdorff) (2:50)
5. "Panorama" (4:10)
6. "Aldrig mere" (3:57)
7. "Stjernerne i deres øjne" (3:10)
8. "Bodyguards" (2:31)
9. "Masselinjen" (Kliché/Mao - overs. af Jan Bredsdorff) (10:00)
10. "Bag de røde bjerge" (4:00)
11. "Pil på himlen" (3:40)
12. "Patrulje" (2:58)
13. "Bravo Charlie" (3:35)
14. "Oppenheimers formiddag" (4:15)
15. "Okay Okay Boys" (Kliché/Supl. tekst: Buddha) (5:00)
16. "Brændende kakler" (3:10)
17. "Mama Mama" (2:03)
18. "International Klein Blue" (3:20)
19. "Ansigt til ansigt" (Kliché/Supl. tekst: Salomon) (4:47)
20. "Militskvinder" (Pære Punk version) (Kliché/Mao - overs. af Jan Bredsdorff) (2:45)
21. "Farvel" (2:28)

- 1. - 9. fra Supertanker (1980)
- 10. - 19. fra Okay Okay Boys (1982)
- 20. - 21. fra Pære Punk (1979)

## Medvirkende

### Musikere
- Lars Hug: sang og guitar
- Johnny Voss: bas og kor
- Anders Brill: trommer og kor
- Jens Valo: orgel og kor på 1. - 9. & 20. - 21.
- Nils Torp: tangenter og kor på 10. - 19.

### Øvrige musikere
- Kaj Finger: guitar på 4. & 20.
- Nils Henriksen: supplerende guitar på 5. - 9.
- Hilmer Hassig: supplerende guitar på 10. - 19.
- Lars Stagis: supplerende sang på 12.

### De Samlede Klichéer
- Thomas Trolle Hemdorff - Koordinering
- Jørgen Bo Behrensdorf - remastering
- Bertel Dueholm - EMI arkiv
- Klaus Lynggaard - historie
- Peter Philipsen - art-direction & design
- Søren Kjær - visuel feedback